# ジャム・クリエイティブ・プロダクションズ
ジャム・クリエイティブ・プロダクションズ（JAM Creative Productions）は、ラジオ番組のジングル制作を専門とするアメリカの会社。
ジングル制作数はアメリカ合衆国最大級で、もはや同社のジングルはアメリカの大衆文化と化していると言って良い。
同社は1974年にジョナサン・M、メアリー・リン・ウルファート夫妻によって設立された。社名のJAMは両名の英語表記（Jonathan M. and Mary Lyn Wolfert. ）の頭文字をとったものである。
JAM設立前、夫であるジョナサンは同じくアメリカ合衆国のジングル制作企業であるPAMSに勤務していて、彼自身PAMSのファンであった。ジョナサンはまた、TMプロダクションズ（現社名：ジョーンズTM）やWm B. Tanner's Thunder Productionsでのフリー勤務経験もある。
JAMは、創立後30年以上を経過した現在もなお、創設者夫妻所有の個人的な会社という扱いである。ジングルの供給先は、地元のDJから大手ラジオ局など、多岐にわたる。最大の取引先はBBCである。1970年代初めから、BBCで流されたジングルのほとんどはJAMで制作されたものである。また、日本のFMラジオ局のジングルも多くてがけ、1991年に公開された映画『波の数だけ抱きしめて』に登場する架空のミニFM局「KIWI」のジングルも同社で製作された。
ジングルの供給量から見れば、最大の顧客はロサンゼルスのラジオ局KOSTである。シカゴのWLSへも次いで多い。1975年前半からは、ニューヨークのラジオ局WABCで流れる大半のジングルも請け負っている。
最も売れているジングルは、1985年に同じくニューヨークのラジオ局WHTZ向けに供給された"Warp Factor"である。
これらジングルは、同社のホームページで視聴する事ができる。
JAMは、テキサス州ダラスの繁華街から少し南に社屋を構える。